# Alça Sudeste
Alça Sudeste é uma via rodoviária do município de Patos, estado da Paraíba. Inaugurada em 29 de agosto de 2014 na gestão da prefeita Francisca Motta, recebeu o nome de Dr. Nabor Wanderley da Nóbrega, ex-prefeito de Patos (1955-1959). Além disto, a ponte que possui 140 metros de cumprimento por 7 metros de largura, recebeu o nome de Ponte José Valdevino da Silva (Cazuza), um empresário do ramo automotivo em Patos.

## Importância
Com um investimento de R$ 5.322.778,18, a Prefeitura investiu R$ 450.185, 85 em iluminação LED no percurso da alça. São 97 postes com 104 luminárias. Considerada a maior obra de mobilidade urbana da história de Patos, liga a zona sul com a zona leste do município. Edificada para funcionar como a principal via de ligação do trânsito do setor sul ao Centro de Patos e a BR-230, também faz percurso rumo a BR-361, que liga o município de Patos as cidades da sua região metropolitana com destino aos estados do Pernambuco, Rio Grande do Norte e Ceará.
De acordo com um estudo de tráfego feito pela Superintendência de Trânsito e Transportes de Patos (STTRANS), cerca de 4 mil veículos que vem de toda região da Serra de Teixeira e passam por Patos com destino a Campina Grande, João Pessoa, Cajazeiras, Sousa, Pombal, entre outras, tem a escolha de transitar pela alça, facilitando suas viagens, sem cruzar o Centro do município: isto diminui os congestionamentos.
Possui ao longo de todo o percurso, incluindo a ponte, um calçadão de dois metros de largura, para a prática da caminhada. Com iluminação de LED, as atividades de esporte e lazer podem ser praticadas inclusive durante a noite.